# Остеопороз
Остеопоро́з (лат. osteoporosis) — хронически прогрессирующее системное метаболическое (обменное) заболевание скелета или клинический синдром, проявляющийся при других заболеваниях и характеризующийся снижением плотности костей, нарушением их микроархитектоники и усилением хрупкости по причине нарушения метаболизма костной ткани с преобладанием катаболизма над процессами костеобразования, снижением прочности кости и повышением риска переломов.
Остеопороз относится к болезням костно-мышечной системы и соединительной ткани (МКБ-10) и дополняет их понятием «метаболическое или обменное заболевание».
Ежегодно 20 октября отмечается Всемирный день борьбы с остеопорозом.

## История изучения
Остеопоротические изменения костей найдены у индейцев севера Америки (2500—2000 лет до н. э). Типичные остеопоротические осанки видны на картинах художников Греции и Древнего Китая.
- 1824 г. — Эстли Купер обратил внимание на повышенную ломкость костей как причину перелома шейки бедренной кости у стариков.
- 1873 г. — Шарко и Вюльпиан описали патологию костной ткани, характерную для остеопорозных изменений.
- 1900 г. — Zudek на Конгрессе немецкого общества хирургов заявил о выявленных рентгенологических изменениях в костях верхней конечности с «прозрачностью костного рисунка».
- 1925 г. — Pommer описал клинику остеопороза и отмежевал её от остеомаляции.
- 1926 г. — Alwens описал остеопороз в учебнике по внутренней медицине.
- 1930 г. — Gerth и Кристиан Шморль описали остеопоротические признаки патологоанатомически.
- 1965 г. — Heaney сделал анализ возможных механизмов развития остеопороза.
- 1984 г. — Вильям Олбрайт — положил начало современной теории остеопороза.

## Эпидемиология
По данным ВОЗ, около 35 % травмированных женщин и 20 % мужчин имеют переломы, связанные с остеопорозом. Проблема остеопороза затрагивает около 75 млн граждан Европы, США и Японии. В Европе в 2000 г. количество остеопоротических переломов оценивалось в 3,79 млн, из которых 890 тыс. составляли переломы шейки бедренной кости. В Европе летальность, связанная с остеопоротическими переломами, превышает онкологическую (за исключением смертности от рака лёгкого). Женщины после 45 лет проводят больше времени в больнице с остеопорозом, чем по причине сахарного диабета, инфаркта миокарда и рака молочной железы. Ожидается рост количества остеопоротических переломов шейки бедренной кости с 500 тыс. до 1 млн случаев ежегодно. Приблизительно 10 % женщин старше 60 лет и почти 70 % женщин в возрасте 90 лет подвержены появлению остеопороза. Социальная значимость остеопороза определяется его последствиями — переломами тел позвонков и костей периферического скелета, приводящими к большим материальным затратам в области здравоохранения и обусловливающими высокий уровень нетрудоспособности, включая инвалидность и смертность.

## Этиология и факторы риска
Остеопороз — полиэтиологическое заболевание, развитие которого зависит от генетической предрасположенности, образа жизни, физической активности, эндокринологического статуса, наличия сопутствующих заболеваний, приёма лекарственных препаратов, старения человека и индивидуальной продолжительности жизни.
Максимальный набор массы костной ткани у человека достигается к возрасту 20-30 лет. Затем до 35-40 лет величина костной массы почти не меняется, после чего начинается её постепенное уменьшение, причём у женщин процесс снижения минеральной плотности кости (МПК) происходит значительно быстрее, чем у мужчин, что обусловлено дефицитом эстрогенов в период пери- и постменопаузы.
Уровень МПК, качества и прочности кости зависит от баланса процессов костеобразования и костной резорбции, одновременно происходящих во время постоянного обновления костной ткани. Причинами потери МПК, помимо дефицита эстрогенов, являются нарушения фосфорно-кальциевого обмена, уровня паратиреоидного гормона, витамина D, гормона роста, кальцитонина, тиреоидных гормонов, глюкокортикоидов, старения и ассоциированного с ним секреторного фенотипа и т. д..
Степень риска возникновения остеопороза сегодня принято оценивать, ориентируясь на ряд объективных данных анамнеза и результатов медицинского обследования.

### Классификация факторов риска заболевания остеопорозом
Генетические:
- принадлежность к европеоидной или монголоидной расе;
- наличие остеопороза, патологических переломов и/или переломов шейки бедренной кости и позвонков у близких родственников;
- пожилой и преклонный возраст (старость);
- женский пол (риск остеопороза для мужчин в три раза меньше, чем для женщин);
- низкий вес (до 57 кг азиатские женщины, до 56 кг европеоидные женщины, до 60 кг мужчины обеих рас);
- низкий пик костной массы (рассчитывается объективно);
- большая длина шейки бедренной кости относительно диафиза;
- отсутствие генерализованного остеоартроза;
- ревматоидный артрит.

Эндокринологические:
- любой гормональный дисбаланс;
- редкая половая активность;
- ранняя менопауза (постовариэктомическая в том числе);
- позднее менархе;
- периоды аменореи в анамнезе до менопаузы;
- все виды бесплодия.

Обусловленные образом жизни:
- табакокурение;
- злоупотребление алкоголем (алкоголизм);
- адинамия, недостаточная физическая активность (уменьшение стимуляции наращивания костной массы мышечной системой);
- избыточная физическая нагрузка;
- длительное парентеральное питание;
- злоупотребление мочегонными препаратами;
- алиментарный дефицит кальция (недостаток минерала в пище или нарушение его всасывания);
- гиповитаминоз D (недостаток витамина в пище или проживание в северных регионах).

Обусловленные сопутствующей патологией:
- эндокринной (гиперпаратиреоз, тиреотоксикоз, гиперпролактинемия, сахарный диабет, синдром Кушинга, первичный гипогонадизм, болезнь Аддисона);
- системы крови и органов кроветворения (лейкоз, множественная миелома, лимфома, пернициозная анемия);
- системными аутоаллергиями (ревматоидный артрит, болезнь Бехтерева, полимиозит, системная красная волчанка и др.);
- системы пищеварения (нарушение абсорбции);
- хронической недостаточностью кровообращения;
- хронической почечной недостаточностью;
- состоянием после трансплантации органов;
- депрессией[9].

Обусловленные длительным приёмом медицинских препаратов:
- глюкокортикоиды (≥5 мг/сут преднизолона или эквивалентной дозы в течение ≥3 месяца)[7];
- тиреоидных гормонов (L-тироксин и др.);
- антикоагулянтов (прямые, непрямые);
- противосудорожных средств (фенитоин и др.);
- лития;
- для лечения опухолей (цитостатики, цитотоксины);
- метатрексата, циклоспорина А;
- антибиотиков тетрациклинового ряда;
- фосфат-связывающих антацидов;
- агонистов и антагонистов гонадотропного гормона и его рилизинг-фактора.

## Патогенез
Патогенез остеопороза не имеет единого механизма, поскольку снижение плотности костной ткани и нарушение микроархитектоники кости происходит по-разному, в зависимости от преобладающего фактора риска болезни. Общими для всех факторов являются следующие процессы, которые протекают синхронно, но каждый последующий обусловлен предыдущим:
1. Происходит нарушение формирования костной ткани в период роста или нарушение процессов её обновления при нарушении равновесия между костеобразованием и костеразрушением, со смещением равновесия в сторону катаболизма.
2. Снижение массы костной ткани. При остеопорозе уменьшается и истончается кортикальный слой кости, уменьшается число трабекул губчатого вещества кости. Снижение массы костной ткани не означает автоматическое изменение соотношения минерального и органического вещества кости[10].
3. Снижение прочностных характеристик костной ткани. Это приводит к деформации костей в детском возрасте и к переломам у взрослых[11].

Определяющее значение в патогенезе остеопороза имеют нарушения обмена кальция, фосфора и витамина D. Среди других обменных нарушений необходимо отметить роль недостатка бора, кремния, марганца, магния, фтора, витамина A, витамина C, витамина E и витамина K.

## Клиника
Остеопороз долгое время протекает латентно. Пациент, не подозревая о его наличии, получает первые гипотравматические переломы. Чаще всего страдают тела позвонков, вызывая боль и заставляя обратиться к врачу. Единичный перелом позвонка может протекать бессимптомно, а болевой синдром в спине приходит, когда происходят переломы несколько смежных тел позвонков.
В половине случаев остеопороз протекает без симптомов, и переломы костей без предшествующей травмы оказываются первым клиническим проявлением. В других случаях частыми симптомами являются типичные боли в поясничном и грудном отделах позвоночника, которые усиливаются после длительного пребывания в одном положении или незначительной физической нагрузки.
От компрессии страдают передние отделы тел позвонков, вызывая их клиновидную деформацию. Это приводит к изменению осанки и уменьшению роста (до 5 см и более в течение нескольких лет), что характерно для поражения среднего сегмента грудных позвонков (Th VIII—X). Такие пациенты не испытывают боли, но у них постепенно развивается дорсальный кифоз и усиливается шейный лордоз, формируя «горб аристократки». Женщины склонны к развитию сколиоза, который ограничивает подвижность позвоночника.Самые характерные признаки остеопоротических переломов позвонков — боль и деформация позвоночника. Болевой синдром обычно выражен, когда страдают позвонки сегмента (Th XII — LI). Боль возникает остро, иррадиирует по межрёберным промежуткам в переднюю стенку брюшной полости. Приступы возникают вследствие резких поворотов тела, прыжков, кашля, чихания, поднятия тяжести и др.
Иногда болевые приступы не удаётся сопоставить с травмой в анамнезе. Они приобретают хронический рецидивирующий характер из-за гипертонуса мышц спины и проявляются при изменениях положения позвоночника. Боль наименее выражена утром, затихает после отдыха в положении лежа, нарастая в течение дня вследствие физической активности. Корешковые синдромы и компрессия спинного мозга встречаются как исключение из правил. Иногда приступы боли сопровождаются вздутием живота и функциональной кишечной непроходимостью.
Боли длятся около недели, а через месяц пациент может вернуться к своей обычной активности. Тупая боль сохраняется и продолжает периодически беспокоить, пациенту становится трудно сидеть и вставать. Течение остеопороза у реального пациента непредсказуемо, а интервалы между переломами иногда длятся годами.
Физикальные признаки:
- снижение роста (длина тела короче размаха рук на 12 см и более);
- болезненность при поколачивании и пальпации позвоночного столба, повышенный тонус мышц спины;
- сутулость, развитие грудного кифоза и усиление лордоза в поясничном отделе;
- уменьшение расстояния между гребнем крыла подвздошной кости и нижними рёбрами вследствие уменьшения длины позвоночного столба;
- появление складок кожи по бокам живота.

Генерализованный болевой синдром в других костях скелета встречается редко. Грозное осложнение остеопороза — перелом шейки бедренной кости, который чреват высокой летальностью, инвалидизацией и большими затратами на лечение. Для стероидного (женского постменопаузального) остеопороза характерны множественные переломы рёбер.
Клиницисты выделяют медленный и острый остеопороз:
1. Для медленного остеопороза острые боли в начале болезни не характерны. Он связан с медленно прогрессирующей ползучей деформацией позвонков. Несмотря на тихое начало, в дальнейшем могут возникать острые атаки боли.
2. Острое начало напоминает клинику люмбаго и связано с компрессионным переломом тела позвонка, например, после поднятия тяжести. Сильная боль продолжается 1-2 дня без указания на травму в анамнезе[15].

## Классификации
Нарушению плотности и структуры кости в МКБ-10 посвящены разделы M80-M85. В клинической практике Украины используют классификацию, принятую Ассоциацией ревматологов Украины, Всеукраинской ассоциацией остеопороза Архивная копия от 23 сентября 2012 на Wayback Machine в 2004 г., которая незначительно дополнила классификацию, принятую Президиумом Российской ассоциации остеопороза Архивная копия от 20 сентября 2012 на Wayback Machine в январе 1997 г.
По распространённости различают: локальный и системный остеопороз.
По этиологии остеопорозы разделяют на первичный (связан с естественными процессами в организме) и вторичный (как следствие заболеваний и внешних причин).
Первичный:
- постменопаузальный (I тип);
- старческий (II тип);
- идиопатический (у лиц среднего возраста и ювенильный).

Вторичный:
- при эндокринных болезнях;
- при ревматических болезнях и болезнях соединительной ткани (ревматоидный артрит, СКВ, болезнь Бехтерева);
- при заболеваниях пищеварительного тракта;
- при заболеваниях почек;
- при заболеваниях крови;
- при других заболеваниях и состояниях.

Нетрудно заметить, что классификация вторичных остеопорозов отражает преобладание того или иного фактора риска в развитии болезни.
По морфологическим критериям различают:
- кортикальный (потеря кортикального вещества);
- трабекулярный (потеря губчатого вещества);
- смешанный.

Российские школы считают, что потери губчатого вещества кости без кортикального не происходит, и разделяют остеопороз на морфологические типы следующим образом:
- кортикальный;
- смешанный, с одинаковой потерей кортикального и губчатого вещества;
- смешанный, с преимущественной потерей губчатого вещества;
- смешанный, с преимущественной потерей кортикального вещества.

По характеру процесса остеопороз классифицируют на равномерный и пятнистый.
По интенсивности метаболизма в костной ткани:
- с низкой интенсивностью;
- с нормальной интенсивностью;
- с высокой интенсивностью.

## Диагностика
Методы диагностики остеопороза:
- клинический со сбором анамнеза (интервьюирование, объективный осмотр, физикальное исследование с антропометрией);
- лучевая (рентгенографический, томографический и денситометрические методы) диагностика;
- биохимические методы;
- исследование биоптата.

Сбор анамнеза и физикальное обследование пациента акцентируют на факторах риска остеопороза, с которыми он ассоциируется. Остеопороз у взрослых можно заподозрить путём антропометрии длины позвоночника в сравнении с более ранними измерениями. В норме при старении длина позвоночного столба уменьшается до 3 мм в год, а при остеопорозе — 1 см и более. Предложен «Скрининговый тест для оценки риска остеопороза» (опросник IOF для пациента Архивная копия от 10 ноября 2012 на Wayback Machine).
Обычная рентгенография не выявляет остеопороз в ранней стадии, поскольку он становится заметен на рентгенограмме визуально только при снижении плотности костной ткани на четверть и более. Ранний остеопороз выявляют при компьютерной томографии или на магнитно-резонансном томографе в виде очагов снижения плотности костной ткани в губчатой кости (пятнистый остеопороз). Раньше исчезают трабекулы, которые меньше участвуют в функциональной нагрузке. Большое значение имеет сравнение данных исследований в динамике. Современные компьютерные томографы позволяют получить трёхмерную модель кости, произвести измерение плотности костной ткани, рассчитать её объём, количество трабекул и измерить пространство между ними, оценить распределение минералов, определяющее прочность кости.
Среди всего разнообразия денситометрических методов для остеопороза «золотым стандартом» является двухэнергетическая рентгеновская абсорбциометрия, которая позволяет исследовать осевой скелет, обладает приемлемой чувствительностью, достаточной точностью и относительно невысокой стоимостью. Денситометрические критерии остеопороза и вероятность переломов при различных показаниях денситометрии оценены ВОЗ.
Биохимические методы выявления нарушений обмена костной ткани:
1. кальций-фосфорный метаболизм и кальций-регулирующие гормоны;
2. маркеры формирования и резорбции костной ткани[19].

К первым относят: определение суточной экскреции фосфора и кальция (также кальция по отношению к креатинину), определение их уровня в крови, определение уровней кальцитонина, паратгормона, витамина D. Ко вторым: щелочную фосфатазу (остеокальцин), кислую фосфатазу, оксипролин и др. «Золотым стандартом» считают оценку уровней дезоксипиридинолина и пиридинолина. Как и в других диагностических методах, имеет значение сравнение полученных результатов в динамике.
Биопсию гребня крыла подвздошной кости используют для дифференциальной диагностики остеопороза с опухолевыми процессами.

## Лечение остеопороза

### Диета
В диете при остеопорозе следует придерживаться следующих принципов:
1. Основной задачей диеты является обеспечение достаточного поступления с пищей кальция и витамина D. Для женщин в постменопаузе и мужчин после 50 лет суточное поступление кальция с едой должно составлять 1200—1500 мг. К назначению витамина D в пожилом возрасте подходят осторожно в связи с опасностью ускорения развития атеросклероза.
2. Рекомендуется сократить потребление или отказаться от алкоголя, курения, солёной пищи, которые выводят кальций из организма.
3. Рекомендуется преимущественное потребление кальция в растворимых формах, например — кисломолочные продукты, хотя некоторые вегетарианцы (и в частности — веганы) утверждают[21], что именно молочные, равно как и другие животного происхождения, продукты являются основной причиной остеопороза. Являясь продуктами, безусловно содержащими кальций, они также содержат животный белок, вызывающий ацидоз (закисление) организма, который нейтрализуется изъятием кальция из костей.
4. Кальций лучше всего всасывается при соотношении 1 г жира — 10 мг кальция. Смещение этого соотношения в любую из сторон снижает абсорбцию кальция.
5. Магний, калий и фосфор играют важную роль в абсорбции кальция, и рацион по этим микроэлементам должен быть сбалансирован[22].
6. Рекомендуется употреблять в достаточном количестве пищевые продукты, богатые кремнием, бором, цинком, марганцем, медью, витамином C, витамином D, витамином E, витамином K.

### Медикаментозное лечение
При определении тех пациентов, которым необходима фармакотерапия остеопороза, выделяют три группы высокого риска переломов (F. Cosman и соавт., 2014):
1. пациенты с низкоэнергетическими переломами в анамнезе;
2. пациенты с низкой костной массой (Т-критерий соответствует −2,5 SD, по данным двухэнергетической рентгеновской абсорбциометрии);
3. пациенты с высоким риском остеопоротических переломов (по данным онлайн калькулятора FRAX® Архивная копия от 29 сентября 2018 на Wayback Machine). К таковым относятся пациенты с риском развития основных остеопоротических переломов ≥20 % или риском перелома бедра ≥3 % в течение последующих 10 лет[24].

Исследовательская группа, возглавляемая профессором J. Kanis и соавт. (2015), считает, что нет необходимости в определении диагностических критериев начала фармакотерапии остеопороза, нужно использовать оценку риска переломов с помощью онлайн-инструмента — калькулятора FRAX® Архивная копия от 29 сентября 2018 на Wayback Machine, и инициировать лечение у пациентов с риском, превышающим порог.
Сегодня в клинической практике применяются лекарственные средства, доказавшие свою эффективность в отношении снижения риска переломов различной локализации (вертебральных и невертебральных) в длительных многоцентровых плацебо-контролируемых клинических исследованиях. Выбор терапии зависит от конкретной клинической ситуации, а при назначении отдельных препаратов — также и от предпочтительного пути введения (через рот, подкожно или внутривенно). Подкожная форма таких препаратов имеет не только преимущество в лёгкости соблюдения режима приёма, но и в экономической эффективности.
Различают три группы препаратов для терапии остеопороза:
1. Средства с многоплановым действием на метаболизм костной ткани.
  - Препараты кальция и витамин D, которые при клиническом остеопорозе целесообразно назначать в виде лекарственных средств. Это базовая терапия. Наиболее эффективной считается комбинация кальция (1000—1200 мг) и витамина D3 (700—800 ME /сутки).
  - Флавоновые соединения (например, остеохин) применяют длительно, из-за медленно нарастающего эффекта.
  - Оссеино-гидроксиапатитный комплекс (белок оссеин и гидроксиапатит) не имеет противопоказаний, тормозит функцию остеокластов и стимулирует остеобласты[28].
2. Средства, угнетающие резорбцию кости.
  - Эстрогены при заместительной терапии в постменопаузе. В настоящее время применяют селективные эстроген-рецепторные модуляторы 2-го поколения (например, ралоксифен). Они повышают минеральную плотность кости и предотвращают её резорбцию. Препараты этой группы имеют противопоказания и назначаются только после консультации гинеколога[29]. Ралоксифен эффективен в снижении возникновения вертебральных переломов, но не влияет на риск невертебральных переломов.[30] Снижая риск возникновения рака молочной железы, он повышает риск тромбоза и инсульта.[30] Гормональная заместительная терапия эффективна в отношении остеопороза, но рекомендуется только для женщин, которые также имеют менопаузальные симптомы.[30] Она не рекомендована для лечения остеопороза как такового.[31]
  - Деносумаб — полностью человеческое моноклональное антитело из группы IgG2[32], антирезорбтивное лекарственное средство, регулирующее костную резорбцию за счёт ингибирования созревания остеокластов. Для лечения остеопороза[24] используется в виде подкожной инъекции в дозе 60 мг 1 раз в полгода[33]. Деносумаб увеличивает минеральную плотность костной ткани в трабекулярном и кортикальном слоях[34]. В показаниях к использованию деносумаба в этой дозе[35]: лечение женщин с постменопаузальным остеопорозом и высоким риском возникновения переломов, лечение для увеличения костной массы у мужчин с остеопорозом и высоким риском возникновения переломов, лечение глюкокортикоид-индуцированного остеопороза у мужчин и женщин с высоким риском возникновения переломов[36], лечение для увеличения костной массы у мужчин с высоким риском возникновения переломов и получающих андроген-депривационную терапию неметастатического рака предстательной железы, лечение для увеличения костной массы у женщин с высоким риском возникновения переломов и получающих адъювантную терапию ингибиторами ароматазы по поводу рака молочной железы[35]. Исследования говорят о стабильной эффективности деносумаба при неприрывном приёме препарата в течение 10 лет.[37]
  - Кальцитонин — гормон парафолликулярных С-клеток щитовидной железы. Основной эффект кальцитонина проявляется снижением содержания кальция в крови. Его выработку стимулирует гиперкальциемия. Биологическое действие гормона направлено на торможение резорбтивных процессов в костях. Противопоказан при беременности. Уменьшает синтез гастрина, соляной кислоты в желудке и угнетает панкреатическую секрецию[38]. Кальцитонин, который ранее был рекомендован, сейчас не используется в связи с ассоциированным риском возникновения рака и сомнительным эффектом в отношении снижения вероятности возникновения переломов.[39]
  - Бисфосфонаты. Действие бисфосфонатов проявляется замедлением минерализации кости и ингибированием резорбции (угнетение и гибель остеокластов). Первое поколение бисфосфонатов — это препараты клодроновой и этидроновой кислот (этидронат), второе — производные памидроновой, тилудроновой и алендроновой кислот. Средства второго поколения токсичны в меньшей степени, более выраженно тормозят резорбцию и влияют на минерализацию кости в меньшей степени. Третья генерация — это ибандронат и золедронат, которые ещё более выраженно подавляют остеокластическую резорбцию. По эффективности бисфосфонаты располагаются так: золедронат > ризендронат = ибандронат > алендронат > ольпадронат > памидронат = неридронат > клодронат > этидронат[40]. Бисфосфонаты имеют достоверную эффективность снижения риска переломов при остеопорозе у тех пациентов, кто уже перенёс перелом вследствие остеопороза.[31][41][42] Это преимущество препарата проявляется при приёме длительностью 3-5 лет.[43] Снижение риска переломов составляет от 25 % до 70 % в зависимости от того, какие кости вовлечены.[31] При приёме антирезорбтивных препаратов существует риск атипичных переломов бедра и остеонекроза нижней челюсти при длительном приёме, однако этот риск очень низкий.[31] В связи с низкой эффективностью при приёме более 3-5 лет и в свете развития нежелательных явлений, допустимо прекращение приёма бисфосфонатов спустя этот период времени.[43] Бисфосфонаты увеличивают минеральную плотность костной ткани только в трабекулярном слое кости[44] и выпускаются в формах для приёма через рот[45] или внутривенно[46] (золедроновая кислота для лечения остеопороза в виде 100 мл раствора, содержащего 5 мг золедроновой кислоты (безводной), что соответствует 5,33 мг золедроновой кислоты моногидрата);.
  - Препараты стронция. Стронций химически сходен с кальцием и тоже накапливается в костях. Установлена антирезорбтивная активность стронция и его анаболическое влияние на скелет. Стронция ранелат оказывает такое же влияние на клетки кости, как ионы кальция[47].
  - Моноклональные антитела: ромосозумаб.
  - Другие препараты: ибандронат натрия.
3. Средства, стимулирующие костеобразование.
  - Паратиреоидный гормон. Препаратом является терипаратид. Оказывает влияние на ускорение ремоделирования костной ткани (активизация остеобластов). В случаях с тяжёлым остеопорозом (наличие одного или нескольких остеопоротических переломов) оптимальным выбором может служить комбинация: сначала терипаратид для наращивания костной ткани, а потом бисфосфонаты для поддержания уровня. Терапия терипаратидом может проводиться не более 24 месяцев. Терипаратид включён во все клинические рекомендации лидирующих организаций, занимающихся борьбой с остеопорозом. В мире это International Osteporosis Fund (IOF), а в России — Российская ассоциация остеопороза (www.osteoporoz.ru).
  - Соли фтора. Их используют, в первую очередь, при старческом остеопорозе. Однако сегодня отношение к этой терапии не однозначно. Существуют сведения о возможности остеомаляции при длительной терапии этими препаратами[48]. Дополнительное употребление фтора не демонстрирует эффективность при постменопаузальном остеопорозе, так как даже при увеличении минеральной плотности костной ткани фтор не снижает риск возникновения переломов.[49]
  - Соматотропный гормон. Используют ограниченно при старческом остеопорозе. Выражены противопоказания.

Рекомендуемыми лекарственными средствами с доказанной эффективностью в отношении снижения частоты переломов бедра, вертебральных и невертебральных переломов, для начальной терапии являются (в алфавитном порядке): алендронат, деносумаб, золедроновая и ризедроновая кислоты. Терипаратид, деносумаб или золедроновая кислота должны назначаться пациентам, имеющим противопоказания к назначению препаратов, принимаемых через рот, как стартовая терапия у пациентов с высоким риском возникновения переломов.
Для контроля эффективности фармакотерапии остеопороза проводится двухфотонная рентгеновская абсорбциометрия каждый год или два до тех пор, пока показатели не будут стабильными. Обращают внимание на изменения минеральной плотности костной ткани в поясничном отделе позвоночника, бедренной кости или шейке бедра; контрольные исследования желательно проводить в том же заведении и с помощью той же самой машины. Также используется анализ маркеров костного ремоделирования для оценки адекватности приёма препаратов пациентом и эффективности лечения. Значительное снижение этих маркеров происходит под влиянием антирезорбтивной терапии и связано со снижением риска возникновения переломов; значительное повышение маркеров демонстрирует ответ на терапию анаболическими препаратами.

## Профилактика
Общепринятым немедикаментозным методом профилактики остеопороза является сотрудничество врача с пациентом для просветительной работы с целью модификации образа жизни (поддержание физической активности, достаточное пребывание на солнце — особенно пожилых жителей северных стран, отказ от курения, злоупотребления алкоголем и др.).
Особое внимание уделяют:
- полноценному сну;
- поддержанию содержания кальция в ежедневном пищевом рационе на уровне, рекомендованном для данного региона (в среднем — 1200—1500 мг/сут);
- поддержанию уровня витамина D. В молодом возрасте необходимое количество витамина D обеспечивается биосинтезом, но в пожилом и старческом возрасте необходимо дополнительное введение витамина D, которое нормализует его содержание в организме и обеспечивает всасывание кальция;
- поддержанию индекса массы тела на уровне не менее 19 кг/м2.

Медикаментозная профилактика остеопороза строго регламентирована наличием соответствующих факторов риска и уровнем риска согласно оценочной шкале. В зависимости от преобладания тех или иных факторов риска средства медикаментозной профилактики остеопороза отличаются. В целом, для активной профилактики остеопороза используют те же лекарственные средства, что и для его лечения после врачебного назначения.

## Генетические предпосылки развития остеопороза
Среди женщин в постменопаузном периоде выявлена корреляция между частотой переломов и аллельными генами рецептора витамина D (VDR), BsmI. Исследования показали, что наличие полиморфизма в VDR BsmI не оказывает влияния на плотность костной ткани, но в гетерозиготном виде полиморфизм увеличивает общий риск переломов в 1,5 раза, в гомозиготном — более чем в 2 раза. Гомозиготный полиморфизм T/T в гене коллагена COLIA1 Sp1 (G/T) приводит у женщин к значительному уменьшению плотности костной ткани шейки бедра и позвоночника и в 1,4 раза увеличивает риск перелома позвоночника, полиморфизм гена фарнесилдифосфатсинтазы (FDPS) у женщин в пожилом возрасте на 3-7 % снижает костную массу. Наличие полиморфизма в VDR Cdx2 до 20 % снижает риск перелома позвоночника независимо от пола человека, гомозиготный полиморфизм Xbal в гене альфа рецептора эстрогена (ESR1) уменьшает общий риск переломов у женщин любого возраста на 19 % (у мужчин — на 9 %) и риск переломов позвоночника — на 35 % (16 %). Непереносимость лактозы (молочного сахара) из-за полиморфизма в гене фермента лактазы LCT и неосознанное стремление к отказу от молочных продуктов, вызывающих вспучивание, спазмы и диарею (клиническая картина похожа на хронический панкреатит), приводят к значительному уменьшению костной массы и 2-5-кратному увеличению риска переломов у пожилых людей.